# 11628 Katuhikoikeda
11628 Katuhikoikeda là một tiểu hành tinh vành đai chính với chu kỳ quỹ đạo là 1214.9282691 ngày (3.33 năm).
Nó được phát hiện ngày 13 tháng 11 năm 1996.